# Pochva (list)

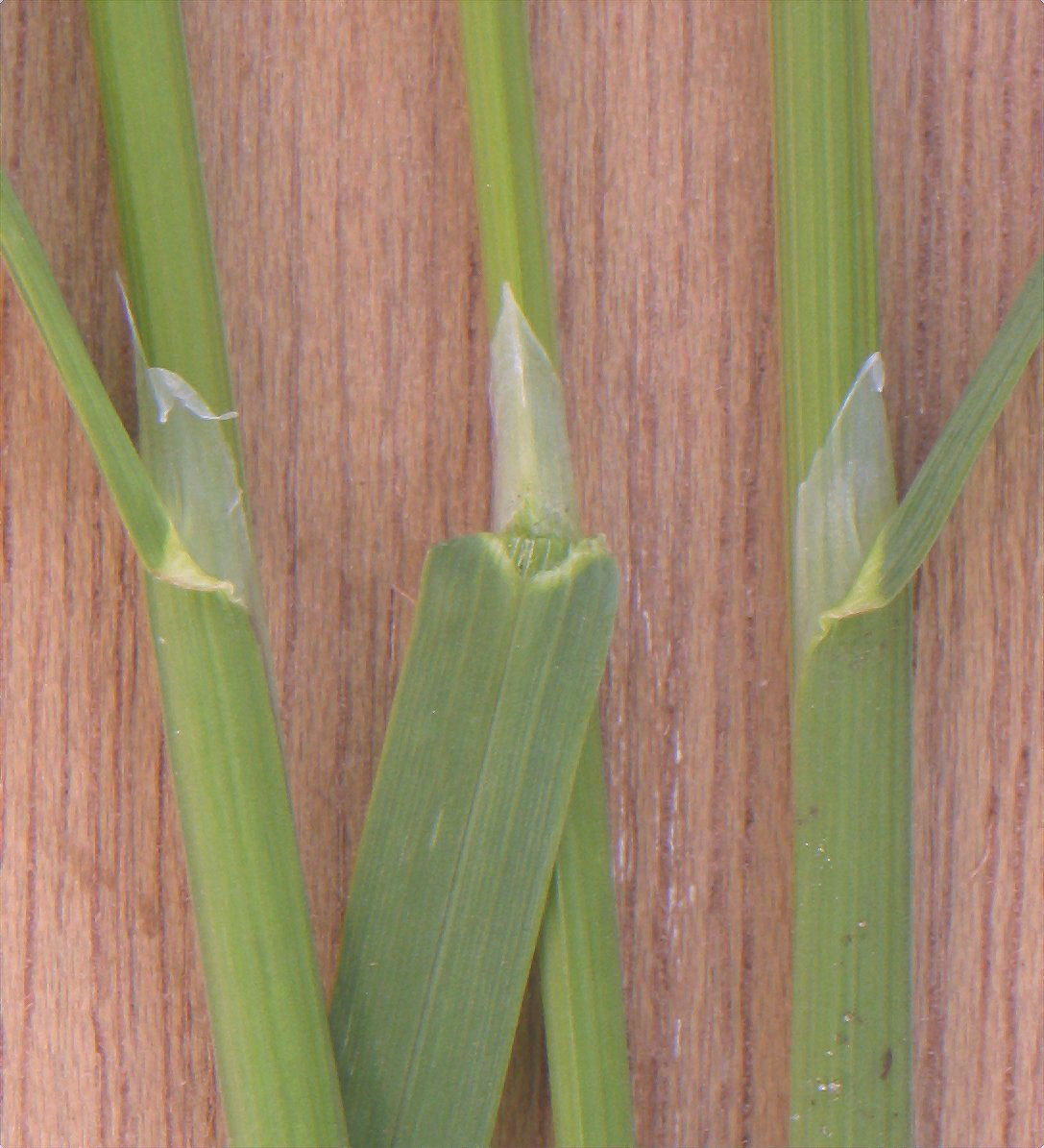
Pochva s jazýčkem (lipnice)

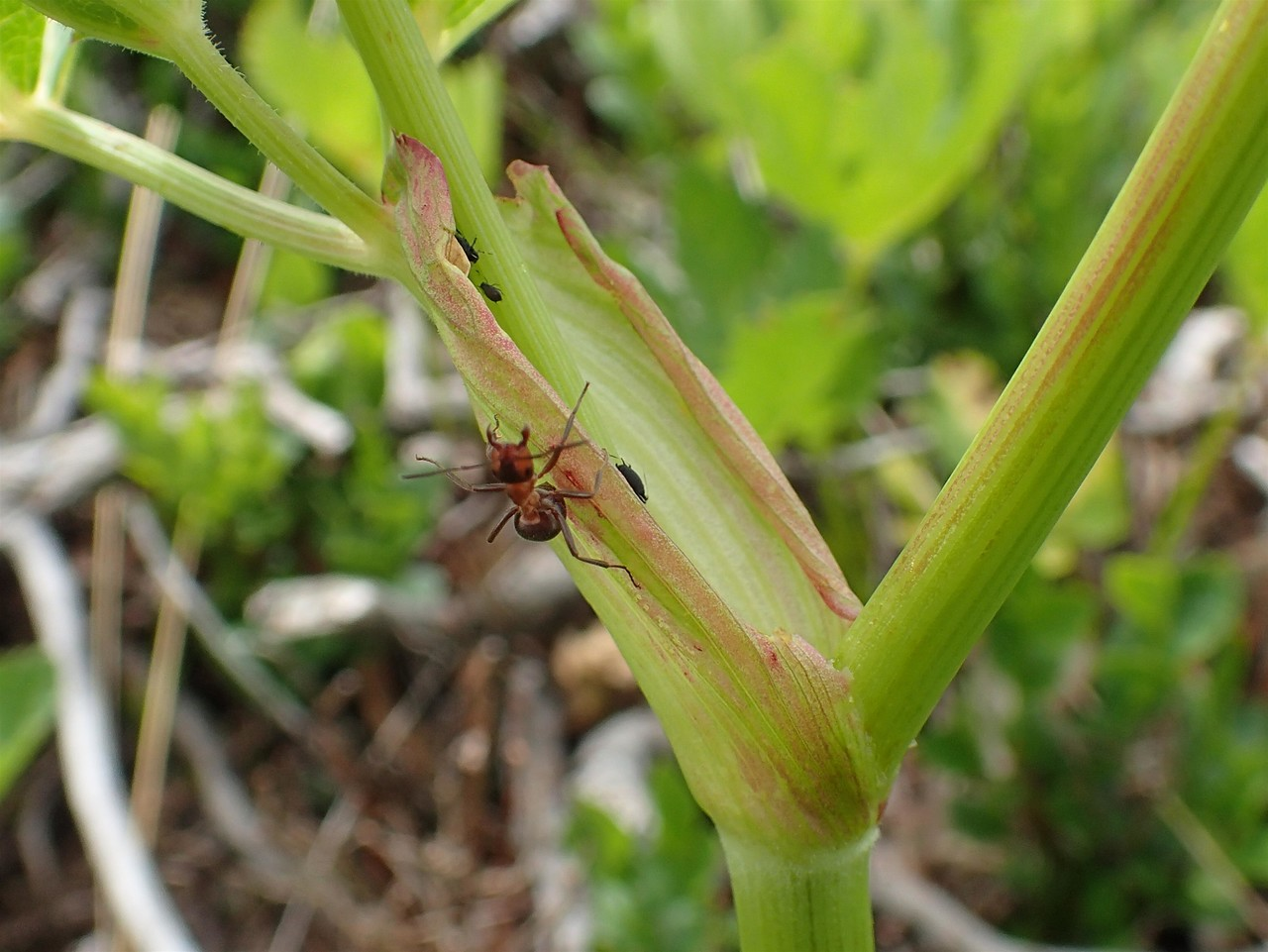
Pochva všedobru horského

Pochva listu je jeho spodní část, která je obvykle rozšířená a obepíná stonek.
U trav v místě, kde pochva obepíná stonek, vybíhá často v ouška (auricula) a z úžlabí pochvy někdy vyrůstá blanitý, nezelený jazýček (ligula).
Pochva bývá dobře viditelná u trav (lipnicovité) a miříkovitých.